# Mark Nawaqanitawase

a Compétitions nationales et continentales officielles uniquement.

b Matchs officiels uniquement.
Dernière mise à jour le 21 mars 2025.
Mark Nawaqanitawase, né le 11 septembre 2000 à Burwood (Australie), est un joueur australien de rugby à XV, à sept et à XIII. Il joue aux postes d'ailier ou d'arrière à XV, et d'ailier ou de centre à XIII. Il est international australien à XV entre 2022 et 2023, disputant au passage la Coupe du monde en France. Il représente également l'équipe d'Australie de rugby à sept lors des Jeux olympiques 2024. Passé à XIII en 2024, il joue avec les Sydney Roosters en National Rugby League.

## Biographie

### Jeunesse et formation
Mark Nawaqanitawase est né à Burwood dans la banlieue de Sydney en Nouvelle-Galles du Sud d'un père d'origine fidjienne. Son cousin Jone Koroiduadua est international fidjien de rugby à XV. Dans sa jeunesse, il joue d'abord au rugby à XIII avant de passer au XV à l'âge de quatorze ans. Il est éduqué au St Patrick's College de Strathfield, et joue avec l'équipe de l'établissement. A la fin du lycée, il est repéré par l'académie des Waratahs, qui le recrute afin de poursuivre sa formation rugbystique.
En 2019, il joue avec l'équipe d'Australie des moins de 20 ans avec qui il dispute le championnat du monde junior 2019 en Argentine. Avec son équipe, il finit deuxième après une défaite en finale contre la France. Il inscrit deux essais en cinq rencontres disputées lors de la compétition.

### Carrière en rugby à XV (2019-2024)
Mark Nawaqanitawase commence sa carrière en club avec le club de Eastwood lors de la saison 2019 du Shute Shield (championnat amateur de la région de Sydney). Plus tard la même année, il rejoint également l'effectif des NSW Country Eagles pour disputer le NRC.
Impressionnant lors de ses premiers matchs professionnels, il est promu avec le groupe senior des Waratahs pour disputer les matchs amicaux de la pré-saison 2020,. Il fait ses débuts en Super Rugby à l'âge de 19 ans, le 1er février 2020 contre les triples champions en titre : les Crusaders. Dès ce premier match, il inscrit un doublé malgré la défaite de son équipe. Il inscrit quatre essais en six matchs avant que la saison ne soit interrompue à cause de la pandémie de Covid-19, puis il dispute trois matchs lors du Super Rugby AU. 
En 2021, il dispute onze rencontres avec son équipe, mais voit ses performances particulièrement critiquées en raison de son manque d'agressivité, et de sa passivité en défense. Il voit tout de même son contrat prolongé jusqu'en 2023.
L'année suivante, il est relancé par l'arrivée du nouvel entraîneur Darren Coleman et, après avoir retrouvé un bon niveau de jeu, inscrit sept essais en douze matchs,.
Plus tard en 2022, il est sélectionné avec l'équipe d'Australie A (en) (équipe nationale réserve) pour disputer la Coupe des nations du Pacifique. Il joue deux rencontres pendant le tournoi. Il est ensuite appelé par la sélection australienne, qui vient de subir plusieurs blessures, afin de préparer le troisième test-match de leur série face au pays de Galles. Il n'est toutefois pas aligné pour ce match.
En juillet 2022, il rejoint l'effectif de la sélection australienne à sept pour disputer les Jeux du Commonwealth. Il dispute six matchs lors du tournoi, que son équipe termine à la quatrième place,.
En octobre 2022, il est rappelé avec l'équipe d'Australie A, pour disputer un match contre l'équipe réserve japonaise, et se fait vivement remarquer lors son entrée en jeu par son talent, inscrivant notamment un essai. Peu après, il est sélectionné avec les Wallabies pour participer à la tournée d'automne en Europe. Il obtient sa première sélection le 12 novembre 2022 contre l'équipe d'Italie à Florence. Deux semaine plus tard, il se montre décisif dans la victoire de son équipe face au pays de Galles, grâce à un doublé inscrit en seconde période.
En juin 2023, il est convoqué en équipe nationale par Eddie Jones pour participer au Rugby Championship 2023,. Le 10 août 2023, il est annoncé au sein du groupe australien de 33 joueurs sélectionnés pour disputer la Coupe du monde 2023 en France. Il joue les quatre matchs de son équipe lors de la compétition comme titulaire, et inscrit deux essais. Malgré la performance très décevante de son équipe, éliminée en poule, il se révèle être un des meilleurs élément de l'effectif australien,,.
Il fait son retour avec la sélection australienne à sept en 2024, lorsqu'il est sélectionné pour participer aux Jeux olympiques de Paris,. Son équipe termine à la quatrième place de la compétition, Nawaqanitawase jouant cinq matchs, tous comme remplaçant,.

### Carrière en rugby à XIII (depuis 2024)
À l'issue de la Coupe du monde 2023, Mark Nawaqanitawase est approché par le club de rugby à XIII des Sydney Roosters, évoluant en National Rugby League. Il décide alors d'accepter un contrat de deux ans avec le club de Sydney, commençant à partir de 2025. Il est toutefois libéré de son contrat avec la fédération australienne à XV de façon anticipée, et peut rejoindre les Roosters dès la fin de la saison 2024 de NRL. 
Il joue dans un premier temps avec l'équipe réserve de son club, en NSW Cup. Titularisé à trois fois au poste d'ailier, il se montre performant et inscrit deux essais,. Il peut ensuite faire ses débuts en NRL le 6 septembre 2024, en étant titularisé à l'aile, face aux South Sydney Rabbitohs. Il est l'auteur d'une bonne performance lors de ce premier match, avec un essai à la clé.
Au début de la saison 2025, il est repositionné au poste de centre.

## Palmarès
- Finaliste du Championnat du monde junior en 2019.